# Кости стопала
Кости стопала (lat. ossa metatarsalia I-V) или метатарзалне кости су пет дугих костију у стопалу смештених између кости ногу и проксималних чланака ножних прстију. Кости стопала чине стопало (lat. metatarsus).

## Изглед
Кости стопала по облику и дужини припадају дугим костима. Састоје се од тела на чијем крају су задебљања, база и глава. На проксималном крају налази се база метатарзалне кости зглобљена с костима ногу, док се на дисталном крају сваке метакарпалне кости, зглобљен са проксималним чланком одговарајућег прста, налази глава метатарзалне кости.

## Зглобови
База сваке метатарзалне кости (МТ) зглобљена је с костима ногу тарзометатарзалним зглобовима, док је глава сваке МТ кости узглобљена са по једним одговорајућим проксималним чланком ножног прста у метатарзофалангеалним зглобовима који се означавају редним бројевима (I-V).
- прва метатарзална кост зглобљена је својом базом с медијалном клинастом кости
- друга метатарзална кост зглобљена је својом базом са све три клинасте кости стопала
- трећа метатарзална кост зглобљена је својом базом сa латералном клинастом кости
- четврта метатарзална кост зглобљена је својом базом сa латералном клинастом кости и коцкастом кости
- пета метатарзална кост узглобљена је својом базом сa коцкастом кости[3]